# Bueno de Mesquita

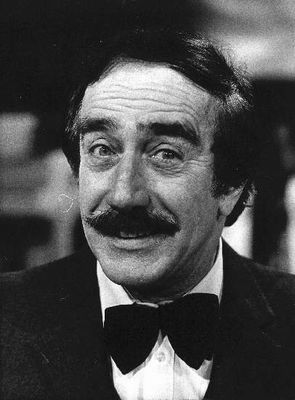
Abraham Bueno de Mesquita

Abraham (Appie) Bueno de Mesquita (* 23. Juli 1918 in Amsterdam; † 19. August 2005 in Lelystad) war ein niederländischer Schauspieler und Komiker, der in Deutschland durch die Rudi Carrell Show und Am laufenden Band bekannt geworden ist.

## Leben
Abraham Bueno de Mesquita war ursprünglich Kürschner, wurde dann aber Musiker und Schauspieler. Als Jude inhaftierte man ihn im Zweiten Weltkrieg im SS-Sammellager Mechelen. Er war dort bereits für den Transport zum KZ Auschwitz eingeteilt, als der Lagerkommandant Musiker suchte und ihn auswählte, weil er Cello spielen konnte und herausragende mimische Fähigkeiten besaß.
Als Künstler trat er immer nur unter seinem Nachnamen Bueno de Mesquita auf. Er spielte Gitarre im Malando Orchester, einem bekannten niederländischen Tango-Orchester, und bei The Skymasters, dem Tanzorchester des Radiosenders AVRO. Später gründete er ein eigenes Orchester.
Bereits 1952 trat er als Komödiant im niederländischen Fernsehen auf. Er bekam dort eigene Shows, sie hießen unter anderem Buurten bij Bueno (Plaudern mit Bueno), Mesquitaria und Twaalf ambachten, dertien Bueno's. In den 1960er Jahren kam es zu vielen Shows mit der in den Niederlanden bekannten Sängerin Rita Corita, sowohl für das Fernsehen als auch für den Film, wobei die beiden ein komisches Duo spielten. Dazu gehörte die Fernsehserie Nou jij weer (Sie schon wieder). Daneben kam er regelmäßig in verschiedenen Shows vor.
Im deutschen Fernsehen trat de Mesquita erstmals 1968 auf, als Rudi Carrell nach einer Pause wieder Shows in Deutschland produzierte und ihn für die Rudi Carrell Show als Komiker engagierte. Er kam in allen Ausgaben bis zum Ende der Reihe im Dezember 1973 vor. Im Nachfolger Am Laufenden Band trat er dann nicht mehr regelmäßig auf. Zuvor hatte er schon in der niederländischen Ausgabe der Rudi Carrell Show mitgewirkt. Von 1984 bis 1987 trat er mit Carrell auch in mehreren Shows Die verflixte 7 auf.
Seine Biografie nannte er Cello mit einer Saite, mein Leben. Er starb mit 87 Jahren an Lungenkrebs und Hirntumor.

## Filmografie (Auswahl)
- 1964: Spuit Elf
- 1971: Tante Trude aus Buxtehude
- 1971: Die tollen Tanten schlagen zu
- 1976: De radiodroom
- 1976: Liebesgrüße aus der Lederhos'n III
- 1977: Sex Express in Oberbayern
- 1978: Himmel, Scheich und Wolkenbruch